# Philine angulata
Philine angulata is een slakkensoort uit de familie van de Philinidae. De wetenschappelijke naam van de soort is voor het eerst geldig gepubliceerd in 1867 door Jeffreys.